# 姐姐們的Slam Dunk
《姐姐們的Slam Dunk》（韓語：언니들의 슬램덩크）是韓國KBS 2TV的綜藝節目，於2016年4月8日啟播。這是KBS、SBS時隔8年後推出纯女性的綜藝节目，節目中成員們將使用2,196,000韓元的夢想經費來挑戰自己過去未能實現的夢想。
節目中更推出限定女子組合UNNIES，在2016年7月發行單曲專輯《Shut up》。
2016年8月18日，製作組發出官方聲明：因主持之一的Tiffany在snapchat上發佈了有日本軍旗圖樣的照片，雖事發當下有緊急刪除有爭議圖片並於在instagram發表親筆道歉聲明，然對於國民情緒造成巨大影響，因此商議後決定讓其退出節目，同時節目暫時沒有追加成員的計畫，將以五人體制繼續進行，替任隊長為Jessi。
KBS2於2017年1月17日表示第二季成員已決定，除了第一季決定續留之金淑、洪真慶之外，將加入強藝元、韓彩英、洪真英、孔旻智、全昭彌等人，第二季在1月27日開始錄影，預計將於2017年2月中播出。因為在第一季的《Unnies初登場舞台》大受歡迎，第二季會以推出女團為主軸，而實現各成員夢想成為副環節。製作單位於2017年2月8日公佈第二季之預告。並於同年2月10日正式啟播，逢韓國時間星期五晚上11時10分播放。2017年5月12日中午12時公開第二季的主打曲《對嗎？》與《啦啦啦頌》，同時將以出道曲《對嗎？ 》出演音樂節目《音樂銀行》。2017年5月15日，全體成員履行音源榜冠軍公約：於韓國國內離各自家中最近，也穿越漢江流域的大橋上穿韓服跳舞30分鐘。節目於同年5月26完結。

## 成員
| 姓名         | 職業         | 出生日期       |
| ------------ | ------------ | -------------- |
| 羅美蘭 （라미란）  | 演員         | 1975年3月6日   |
| 金淑 （）    | 演員、主持人 | 1975年7月6日   |
| 洪真慶 （홍진경）  | 演員、模特兒 | 1977年12月23日 |
| 闵孝琳 （민효린）  | 演員、模特兒 | 1986年2月5日   |
| Jessi （제시）   | 歌手、Rapper | 1988年12月17日 |
| 已退出成員   |              |                |
| Tiffany （티파니） | 歌手、主持人 | 1989年8月1日   |

| 姓名        | 職業             | 出生日期       |
| ----------- | ---------------- | -------------- |
| 金淑 （）   | 演員、主持人     | 1975年7月6日   |
| 洪真慶 （홍진경） | 演員、模特兒     | 1977年12月23日 |
| 強藝元 （강예원） | 演員             | 1980年3月15日  |
| 韓彩英 （한채영） | 演員             | 1980年9月13日  |
| 洪真英 （홍진영） | 歌手、演員       | 1985年8月9日   |
| Minzy （공민지）  | 歌手、舞者       | 1994年1月18日  |
| 全昭彌 （전소미） | 歌手、舞者、主持 | 2001年3月9日   |

| 姐姐们的Slam Dunk第一季节目海报 | 姐姐们的Slam Dunk第二季節目海报 |

## 各集內容

### 第一季

#### 成員夢想
| 金淑       | 成為旅遊巴士司機，開著巴士和心愛的人們一起旅遊 公開夢想地點：KBS喜劇演員室 準備與訓練時間：2個月 因為小的時候夢想成為有趣的人，而當時覺得最有趣的人就是巴士司機，因為總是因為巴士司機的一句話而開懷大笑，也因此讓她夢想成為笑星。 | 第1─7集                                                  |
| 閔孝琳     | 成為女團成員 公開夢想地點：JYP練習室 準備與訓練時間：3.2個月 從前是JYP練習生的閔孝琳因為當初無法堅持夢想而放棄，十一年後再次挑戰這個沒能實現的第一個夢想。 | 第5─16集                                                 |
| Jessi      | 挑戰拳擊和成為演員（製作單位／投資者夢想：6名成員與Jessi父母一起進行特別休假）、克服懼高症，挑戰高空彈跳。 公開夢想地點：江南某KTV包廂（因Jessi尚未出名時，沒有任何練習空間） 準備與訓練時間： 選擇拳擊的理由：因人們常常有性別歧視，而此節目之成員均為女性（女性綜藝），要向世人展現女性擁有的力量；同時也考量到拳擊有紓壓效果。但因Jessi對閔孝琳的鼻子放不下心，因此特別保證不會傷害閔孝琳的鼻子，並且提供保護服務。其中製作單位設計橋段，令Jessi父親為假拳擊教練上場與Jessi對打，而後公開身份與Jessi見面。 製作單位考量Jessi真正的夢想是由於小時候為成為歌手而隻身赴韓，希望但幾乎無法與父母見面。但由於可能Jessi自身覺得完全不可能與父母見面而沒選定此為其夢想，所以製作單位希望6名成員和Jessi父母一起進行特別休假, 和完成Jessi父的三個夢想：跟Jessi單挑籃球、親身觀看Jessi開演唱會和Jessi跟她的夢想對象辦假婚禮）。 其他夢想：克服懼高症，進行高空彈跳，其實羅美蘭也有同樣困擾，而先征服。Jessi 的『遺願清單』其實有很多跟高空有關的東西。 | 第17─20集                                                |
| 洪真慶     | 成為節目主持人（製作單位／投資者夢想： 為金軟景圓夢） 因為羨慕口才很好的金淑，希望以成為節目主持人，接觸更多平常不會碰到的人，也可以增加公眾對環保意識。 | 第21─25集                                                |
| 羅美蘭     | 自編自導自演小資電影、蓋房子、出聖誕福音唱片、跟其他團員登山露營和拍性感寫真（製作單位／投資者夢想： 開創戀愛仲介所 ） 羅美蘭是虔誠的基督徒，既然Unnies 已在夏天出道，也臨近聖誕節，想出福音唱片。 準備與訓練時間： 總共3.5個月。 蓋房子的地方原是廢置商店，羅美蘭希望在情人節前開一家為單身人士而設的無味精越南餐館，因為韓國沒有正宗越南餐館，所以想開一家全越南人一手包辦的餐廳。 拍電影也是幫Jessi圓夢，因為她的韓文發音欠佳，未能成為韓劇演員。 露營是因為一直以來都是一個人去露營，丈夫無暇陪伴，兒子長大後也對露營沒興趣，所以希望在節目完結前跟其他團員登山露營。 | 第26─33集                                                |
| 已退出成員 | |                                                          |
| Tiffany    | 跟團員到遊樂園玩、成為模特兒 在少女時代出道初期，想跟團員遊玩，但因為工作繁忙而未能成事。其實也是讓金淑克服害怕遊樂設施。 以團員一起成為頂尖模特兒，登上頂尖時尚伸展臺為目標。 | 已開始進行夢想企劃，一些計劃已完成，但隨下車事件而未播出 |
| 嘉賓       | |                                                          |
| 金軟景     | 成為RAPPER (代替 Tiffany 的夢想幫主) 以個人Rapper身份表現高挑Girl Crush Rapper魅力，加上視Jessi為偶像。 準備與訓練時間： 1星期，因為金軟景在一個月後要回土耳其跟球隊報到。 |                                                          |

### 第二季
- 以 I.O.I TimeSlip 演唱會最終場為起點，帶出組成女團並公開演出作為出發點。

## 節目列表

### 第一季
| 集數 | 播出日期       | 嘉賓                                                                                    | 節目主題及概況 |
| ---- | -------------- | --------------------------------------------------------------------------------------- | --- |
| 1    | 2016年4月8日   | Defconn、車太鉉、金鍾旼 (宋一國與三胞胎驚喜聲演)                                        | 成員們初次見面 第一代幫主誕生 成員們初次見面并接受綜藝前輩們Defconn、車太鉉、金鍾旼的指點；獲得夢想經費和抽選第一代夢想幫主—金淑；幫主發表夢想，Jessi陪同挑戰；成員分兩組行動：駕照隊(金淑、Jessi、Tiffany)和邀請隊(羅美蘭、洪真慶、閔孝琳)；駕照隊前去報名考取大型駕照，邀請隊負責邀請大型駕照導師、準備大型巴士和巴士司機服裝。                                                                          |
| 2    | 2016年4月15日  | 朴寶劍、曹世鎬                                                                          | 旅遊巴士司機訓練 金淑和Jessi實戰練習，先用貨車練習手動擋，再學習駕駛大型巴士；邀請隊購買駕駛服裝；與模範駕駛導師曹世鎬一起進行交通安全知識競賽，競賽第一名獲得飛鏢機會。 |
| 3    | 2016年4月22日  | 無嘉賓                                                                                  | 姐姐們的夢想MT 姐姐們去金淑建議的梦想路线MT；閔孝琳夢想，給姐姐們化妝；金淑夢想，獨自吃飯；Tiffany夢想，去遊樂場。洪真慶夢想，和喬許·哈奈特共進晚餐；羅美蘭夢想，做一張個人收藏用專輯；練歌房競賽，分數最高者獲得飛鏢機會；全體一致形象遊戲，每次問題獲得全體一致時，追加10萬韓元經費；Jessi夢想，蹦極。                                                                                                   |
| 4    | 2016年4月29日  | 無嘉賓                                                                                  | 姐姐們的夢想MT 姐姐們去金淑建議的梦想路线MT；閔孝琳夢想，給姐姐們化妝；金淑夢想，獨自吃飯；Tiffany夢想，去遊樂場。洪真慶夢想，和喬許·哈奈特共進晚餐；羅美蘭夢想，做一張個人收藏用專輯；練歌房競賽，分數最高者獲得飛鏢機會；全體一致形象遊戲，每次問題獲得全體一致時，追加10萬韓元經費；Jessi夢想，蹦極。                                                                                                   |
| 5    | 2016年5月6日   | 朴軫永                                                                                  | 第二代幫主誕生 成為女團吧 第一代幫主選擇下一任夢想幫主，幫主公佈想挑戰的夢想；選拔女組合成員自願者，組成女團；邀請朴軫永成為策劃人；尋找自我；成員們互相了解的晚餐時間。 |
| 6    | 2016年5月13日  | 朴軫永、TWICE、I.O.I                                                                    | 向前輩們學習 新歌誕辰 Music Bank現場學習；和女組合前輩TWICE對決，勝利獲得夢想助金10萬韓元；新歌《Shut Up》公開，新歌練習時間；向同樣是由不同所屬公司的成員所組成的前輩組合I.O.I討教，舞蹈對決。 |
| 7    | 2016年5月20日  | 朴軫永 (少女時代特別出演)                                                               | 大型車輛執照決戰日 新歌演唱評價 金淑和Jessi大型車輛駕照考試；《Shut Up》個人評價，分配最適合的個人部分給成員們。 |
| 8    | 2016年5月27日  | 朴軫永、Block B、藝聲 (少女時代、宋恩伊特別出演)                                        | 舞蹈訓練 心理測驗 《Shut Up》舞蹈公開，等級製舞蹈訓練；接受前輩們的指導；接受專業心理分析家的心理測驗來正確地判斷姐姐們的性格；祝賀Tiffany solo出道，Tiffany出道舞台。 |
| 9    | 2016年6月3日   | 朴軫永、趙權、譽恩、金泰宇                                                              | 出道準備 Unnies服裝主題會議；檢查成員們的歌唱与舞蹈進度，舞蹈練習；金淑駕駛巴士練習；短期速成演唱訓練，金淑、羅美蘭向JYP弟子趙權和譽恩請教錄音技巧，閔孝琳、洪真慶向g.o.d主唱金泰宇請教歌唱技巧，而Jessi則製作rap。 |
| 10   | 2016年6月10日  | 朴軫永                                                                                  | 《Shut Up》錄音 尋找組合服裝主題 錄音前的歌唱測試，達標者才能錄音；《Shut Up》錄音，舞蹈練習；真京與JYP一對一的歌唱輔導；拜訪資深造型師鄭寶允；偶像服裝史課堂；Unnies服裝主題中間檢查，變身為女團。 |
| 11   | 2016年6月17日  | 朴軫永                                                                                  | 繼續錄音 拜訪閔孝琳家 Jessi與JYP製作《Shut Up》Rap，Tiffany即興演唱錄音，真慶錄音；Tiffany瑜伽教室；《Shut Up》舞蹈中間檢測；拜訪孝琳家； |
| 12   | 2016年6月24日  | Bada、Shoo (S.E.S)                                                                      | S.E.S.指導女團表演方式 JYP最終舞蹈檢查；真慶的一日日常生活；金淑、羅美蘭百想藝術大賞得獎；JYP招待姐姐們至自家club |
| 13   | 2016年7月1日   | 朴軫永、柳熙烈、金俊镐                                                                  | 姐姐們性感拍攝MV JYP舞蹈走位練習；錄音版《Shut Up》公開；服裝定裝；MV製作會議；MV拍攝挑戰性感鋼管舞 |
| 14   | 2016年7月8日   | 柳熙烈、金俊鎬、景丽 (Nine Muses)、Sleepy、南昶熙、金仁錫、朴徽淳、Jackson              | 《Shut Up》MV拍攝完成、公開 MV拍攝；金淑、真慶為了上音樂銀行表演，拜訪總製作人、KBS局長；真京、孝琳拜訪音樂銀行PD |
| 15   | 2016年7月15日  |                                                                                         | 《Shut Up》音源直衝第一、All kill 淑巴士旅行；金淑給姐姐們選主題曲；姐姐們溪邊嚐美食、徒手破西瓜；練習拿麥克風搭配舞蹈；姐姐們的真心話時間；《Shut Up》音源公開即第一，真慶激動落淚 |
| 16   | 2016年7月22日  | 朴軫永、太妍、gugudan、姜敏赫、率濱、SISTAR                                             | 女團 Unnies以《Shut Up》首度登上音銀舞台 從音源公開，佔據各音源榜一位；音樂銀行舞台採排、事前準備；好友宋恩伊送愛心便當應援；姐姐們以直播與粉絲們交流，並決定粉絲名為동생쓰(英譯為DongSaengs，韓文為弟弟/妹妹之意)；Jessi社長太珍兒來訪；休息室拜訪太妍；接受KBS晨間新聞採訪；終於登上夢想舞台；孝琳打給第三代夢想幫主                                                                                     |
| 17   | 2016年7月29日  | 李桂仁、Jessi爸媽                                                                       | 挑戰拳擊 李桂仁為拳擊手專門演員（即飾演拳擊手的演員），曾為明星金永健、崔秀鐘等明星的拳擊教練；亦曾於33年前電影《不哭的老虎》與2015年電影《對不起我愛你謝謝你》中飾演拳擊手。Jessi爸媽，於美國紐澤西州居住，為了見小女兒（Jessi）搭14小時飛機返韓。 |
| 18   | 2016年8月5日   | Jessi爸媽、Dynamic Duo、Beenzino                                                        | Jessi與爸媽的特別休假 Jessi與父母、姐姐們的淑巴士旅行；姐姐們模仿Jessi裝扮；Jessi住家大公開；5個Jessi和Jessi媽媽約會；Jessi為爸爸下廚、參觀公司；Jessi作為Dynamic Duo演唱會嘉賓 |
| 19   | 2016年8月26日  | Jessi爸媽、Sleepy、南昶熙、金仁錫、朴徽淳、宋英吉、金桐俊                               | Jessi的假想婚禮 姐姐隊與Jessi父女隊比賽籃球；Jessi試穿婚紗；與新團「哥哥們」見面 |
| 20   | 2016年9月2日   | Jessi爸媽、河正宇(聲音演出)、宋恩伊(聲音演出)                                           | 公開第四代夢想幫主 Jessi舉行假想婚禮；真慶夢想公開、訴抗癌經歷 |
| 21   | 2016年9月9日   | 张镇、柳炳宰、朴徽淳、金賢雅、金軟景                                                    | 尋找《洪真慶show》的主題 聘請張鎮為《洪真慶show》PD；孝琳向柳炳宰咨詢主意；美蘭、Jessi前往四柱咖啡廳詢問節目的可能性；金淑至KBS資料室觀看脫口秀影片，意外看到青澀時期的劉在錫、裴勇浚；與張鎮決定節目主題；金賢雅的口才訓練；排球選手金軟景的夢想 (Tiffany自本集起不參與節目) |
| 22   | 2016年9月16日  | 金軟景、李尚敏、DinDin(딘딘)、黃連珠、金秀智、梁孝真                                    | 姐姐們變身hip-hop風 特別夢想幫主金軟景講述排球經歷；李尚敏幫姐姐們打扮；DinDin教freestyle RAP；金軟景與姐姐們成至親；金軟景隊友現身爆料 |
| 23   | 2016年9月23日  | Dynamic Duo                                                                             | 姐姐們的 Live Rap 在知名嘻哈組合 Dynamic Duo 崔子和GAEKO的指導下，姐姐們經過一整天的密集練習，終於在熱門夜店舞台登場Rap，實現特別幫主金軟景的Rapper夢想。 |
| 24   | 2016年9月30日  | 張鎮 討論會來賓：朴真熙、Tyler Rash、金鍾旼、宋恩伊、金俊賢、金智珉、Sam Okyere、張玉安 | 洪真慶Show的實習作業 張鎮導演決定以偽紀錄片方式探討環境為主題的洪真慶Show影片。隨後姐姐們自行拍攝「追蹤可回收垃圾」為題的實習紀錄片，並親身體驗分揀塑膠垃圾。 第二個實習是舉辦以地球環境為主題的討論會，邀請相關人士及藝人參與討論。 |
| 25   | 2016年10月7日  | 張鎮、車仁杓、李漢偉、安聖基                                                            | 第一幕現在開始 姐姐們使用PM 2.5 霧霾檢測儀器，親自檢測實際生活周遭的空氣品質。 採訪前國會議員、前保健福祉部部長、現作家柳時敏，探討韓國與美國、德國的環保意識比較，以及紀錄片方向、影響。 張鎮導演的第一場戲終於開拍，姐姐們各自投入不同幕前幕後角色中，為拍攝做出貢獻。應導演要求，拜訪國際短片電影節(Asiana International Short Film Festival)執行委員長安聖基，說明拍攝短片內容概要，以便爭取參選許可。 |
| 26   | 2016年10月14日 | 張鎮、安聖基、金民教                                                                    | 最後一代夢想幫主 節目組宣布羅美蘭為最後一代夢想幫主，與洪真慶的夢想並行。羅美蘭訴說過去無名時期的艱困人生和家庭生活。夢想是，花光剩下的251萬5千夢想幫費。 經安聖基的說明後，若洪真慶的夢想短片品質優良，可參選國際短片電影節特別項目。 接著張鎮導演的第二、三場戲，姐姐們也分別擔任幕前演員、臨演角色及幕後的場記、打板、副導演等工作。                                                                    |
| 27   | 2016年10月21日 | 張鎮、敏赫                                                                              | 裝修餐廳 羅美蘭的第一個夢想，為移民媽媽裝修餐廳。和善心專業人士合作，幫助他們自立。姐姐們提供了自己的裝修構想。 為後續短片拍攝，姐姐們再次選角比試。進行車上拍攝，使用專業拍攝用牽引車設備。邀請音樂銀行主持人敏赫客串基金經理人角色。 |
| 28   | 2016年10月28日 | 郭時暘、張鎮                                                                            | 善心天使 應閔孝琳的電話邀請，郭時暘義無反顧的加入餐廳補修牆壁及粉刷的工作。其間還滿足了羅美蘭拍愛情戲的夢想。 最終設計圖出爐，姐姐們分組進行裝修品項市場調查及詢價，廚具組獲得許多優惠甚至捐贈。 Jessi的第一次演戲，笑果不斷。張鎮導演下海客串漁夫。 |
| 29   | 2016年11月4日  | 洪錫天                                                                                  | 萬聖節派對 金淑開貨卡車和羅美蘭、Jessi 至木材行選購桌板，隨後至木工坊切割木板、裝釘，展現金淑木工深厚功力。 姐姐們與洪錫天安裝燈具，打磨桌板、上木蠟油及安裝桌板。 姐姐們精心打扮萬聖裝。玩抽籤遊戲，抽中者懲罰上節目直播，第二輪到江南站進行阿凡達遙控懲罰。 |
| 30   | 2016年11月11日 | 張鎮                                                                                    | 如果明天也是未來 陸續加入幾位明星客串，終於完成電影的拍攝。洪真慶以影片導演身份出席亞洲短片電影節記者會。 姐姐們與張鎮導演一同觀看電影試映會，發表想法和感謝。完整播放電影作品《如果明天也是未來》。 |
| 31   | 2016年11月18日 | 成始璄、李秀根                                                                          | 聖誕歌專輯 羅美蘭接下來的夢想，請來成始璄指導，製作聖誕歌串燒歌曲。 姐姐們裝潢餐廳樓上戶外場地。為宣傳餐廳前往附近大學，舉辦獨食戀愛咨詢活動，欲選出三男三女配對。 |
| 32   | 2016年11月25日 |                                                                                         | 一起去露營吧 裝載羅美蘭提供的露營器具，姐姐們驅車前往露營用地。協助羅美蘭組裝帳篷，分工合作野炊豐盛晚餐。 餐廳開幕，姐姐們大讚越南料理。舉辦獨食族配對聯誼，擺脫單身的米粉見面會。 |
| 33   | 2016年12月2日  | 成始璄、白佳(白成賢) (Lovelyz Kei特別出演)                                              | 最后夢想 在成始璄指導下，完成錄製聖誕歌串燒歌曲。 羅美蘭最後夢想，一起拍攝性感海報，留下回憶。請來高耀太的白佳(白成賢)為姐姐們拍攝。 姐姐們各自訴說對「夢想」的感想感觸。最後播放姐姐們聖誕歌串燒歌曲。fin. |

### 第二季
| 集數 | 播出日期      | 嘉賓 | 節目主題及概況 |
| ---- | ------------- | --- | --- |
| 1    | 2017年2月10日 | I.O.I、 Matthew Douma （Somi 的爸爸）、Evelyn Douma（Somi 的妹妹）、金亨碩 | 一個女團的完結，是準備另一個的開始，第二季陣容裡多是前女團成員。 孔旻智被金亨碩欽點為新女團的主領舞、舞蹈指導和編舞。 |
| 2    | 2017年2月17日 | 金亨碩、張真英、韓元鐘（聲樂教授）、金花英（舞蹈，UnniesShut Up編舞家）、雙奎（金奎上，視覺表演、舞蹈）、安赫茂（演技）、朴格林（舞台表演）、金素慧（I.O.I）、Rain（電話聯繫） | 幕後訓練團隊介紹和實力測試，開始練習生宿舍生活。 |
| 3    | 2017年2月24日 | 金亨碩、雙奎、金花英、全烋星、寶拉（Sistar）、韓彩雅、金成恩、朴時妍、許卿煥 | 室友盲選，練習生生活第一周；第一次舞蹈審批被金花英和雙奎嚴重狠批；進行隊長選舉。 |
| 4    | 2017年3月3日  | Matthew Douma、Evelyn Douma、朴尚熙（前女團S.O.S成員，現為主持人、心理諮詢師）、李連福（知名中式料理主廚、Douma家鄰居和世交）、利特、許卿煥、Red Velvet （Joy 缺席）、李相侖（電話聯繫）、金亨碩、金伊娜（作詞人）                                                                                           | MBTI 性格測驗、聽新曲導唱、編歌詞、編團隊問候語；利特、Red Velvet 透露出道前後要克服的問題，包括瑟琪和Wendy聲帶生繭的問題，和幫助強藝元克服康復後對唱歌的恐懼。                                                                                             |
| 5    | 2017年3月10日 | 金亨碩、張真英、I.O.I （Produce 101 時期資料片段） | 藝元到耳鼻喉科醫師接受聲帶體檢；聲樂課；造訪藝元新居，喬遷宴暨睡衣派對暨藝元和Somi生日派對。 |
| 6    | 2017年3月17日 | 金亨碩、張真英、韓元鐘、TWICE、太妍、金花英、金伊娜、雙奎、鄭希柱（韓彩英的私人聲樂導師） | 因為洪真英是表演嘉賓，團隊應援暨觀摩歌唱節目（音樂銀行，2017年3月3日）錄影，並至待機室與歌手藝人互動（Somi 缺席）；內心剖白；主打歌變動。 |
| 7    | 2017年3月24日 | 金亨碩、張真英、雙奎、金花英 | 在宿舍對新歌進行聲樂訓練、第一首主打曲舞蹈第一段公佈。 |
| 8    | 2017年3月31日 | 金亨碩、張真英、韓元鐘、嚴正化、Kisum （洪真英私人饒舌老師）、朴素賢、韓彩英兒子、洪真慶母、金花英、雙奎、崔熙善（造型師） | 回顧練歌情況，包括全隊為強藝元電影首映應援。韓元鐘、崔熙善正式登場，第一首主打曲歌詞分配戰，MV和舞台造型構思討論會。 |
| 9    | 2017年4月7日  | Girls' Day, 金亨碩、金花英、雙奎、Killagramz （饒舌手、老師）、鄭在炯、文熙俊、黃致列、李英子 | 事前練習與出演《不朽的名曲：傳說在歌唱》的開場；整曲舞蹈練習；饒舌課，第一首主打曲饒舌歌詞分配戰，緊急舞蹈測試。 |
| 10   | 2017年4月14日 | 鄭在炯、文熙俊、黃致列、李英子、金亨碩、張真英、韓元鐘 | 《不朽的名曲：傳說在歌唱》戰況，《對嗎？（맞지？）》歌唱部分正式錄音，藝元再次到耳鼻喉科醫師接受聲帶檢查時，Somi也因為感冒而需要打針，張真英代替錄音中成員排舞，接受舞蹈課。                                                                                |
| 11   | 2017年4月21日 | 提拉金（洪真慶女兒）、洪真慶母、金花英、雙奎、崔熙善、韓元鐘 | 舞蹈檢驗、練習走位和走位調整；試穿舞台造型服裝；《對嗎？（맞지？）》第二次正式錄音，歌唱部分調整。官方 V Live 重播。 |
| 12   | 2017年4月28日 | Jessi （第一代 Unnies 主Rapper，洪真英私人導師）、Defconn、金亨碩、張真英、韓元鐘、金花英、雙奎 | 出演《1 vs. 100》,以賺取MV製作資金，《對嗎？（맞지？）》第三次正式錄音，饒舌部分和饒舌擔當揭曉。 |
| 13   | 2017年5月5日  | 金亨碩、張真英、韓元鐘 | 到釜山拍攝自製小規模MV和旅行。洪真慶因為個人理由從濟州島經金浦趕回首爾，但因為趕不上與團員集合，自己乘直通車到達首爾。釜山人的金淑跟“活動女王”在海鮮店進行燒烤戰和網絡留言總匯。第二節透露洪真英在《對嗎》饒舌部分和團員在即興部分和和音部分錄音狀況。      |
| 14   | 2017年5月12日 | 金亨碩、張真英、鄭韓松、韓元鐘、 金花英、雙奎、安赫茂、Matthew Douma （Somi 的爸爸）、Evelyn Douma（Somi 的妹妹） | 拍攝正式版MV。 |
| 15   | 2017年5月19日 | 金亨碩、張真英、金花英、雙奎、崔俊熙（洪真慶侄女）、韓元鐘、李瑞元、率濱、金度延、磪有情、鄭彩娟、Triple H、Lovelyz、羅美蘭、閔孝琳（第一代Unnies成員）、車太鉉、Minzy媽媽和小狗、金榮澈（藝人，近期也與洪真英合作，以個人Trot歌手身份出道。）、金明俊（韓彩英的經紀公司理事，也是慫恿她參加計劃的推薦人。） | 《音樂銀行》錄影，官方 V Live 重播，第二主打曲公開，《對嗎？》橫掃音源榜。第二代Unnies與 Triple H 正式一起出道，Unnies和Dongsaeng混合自製版《對嗎？》MV公開。                                                                                               |
| 16   | 2017年5月26日 | 金亨碩、張真英、韓元鐘、金花英、雙奎、AKMU、MFBTY （Tiger JK，尹未來（夫婦）和Bizzy）、鄭成華（資深音樂劇和電視劇演員） | 最終回，謝票禮：全體成員履行音源榜冠軍公約：在上午7時，於韓國國內離各自家中最近的大橋上，穿韓服跳舞30分鐘。然後到建國大學，為第二代Unnies進行《為更美好的明天》特別講座（主講者：金淑和洪真慶），以大學生裝扮參加校園園遊會及最後公演，包括強藝元獨唱舞台。 |

#### 第二季女團製作團隊
- 金亨碩：作曲家/音樂總監，計劃總管，朴軫永的恩師。

- 張振英（真G忠、頭聲老師、5年練習生）[8]：前BlackBeat（朝鲜语：블랙 비트）主唱，SM 娛樂聲樂老師，第10集為錄音中的洪真慶成為替補舞者。

- 韓元鐘：前JYP歌唱指導，漢陽大學實用音樂系兼職教授, 歌唱指導師、監製，擅長抒情歌，張真英、Rain、Gummy、 李孝利的歌唱恩師，後來也收強藝元為徒。

- 金花英：前JYP舞蹈老師、編舞家。

- 雙奎（金奎上）：前Loen 舞蹈老師、編舞家。Rain、AOA的恩師，在Unnies計劃後退役。

- 安赫茂：演技老師，朴寶劍的恩師。

- 朴格林：舞台表演老師，舞台劇策劃。

- 許卿煥：諧星，第三集飾演體能助教，第四集擔任前輩見面會主持。

- 朴成希（朝鲜语：박상희 (1973년)）：前S.O.S.成員，心理顧問，為第一、二代Unnies 進行MBTI性格測驗。

- 金伊娜：作詞人， 2012-2014、2016年年度詞作家獎得主。

- 崔熙善 （蒸包姐姐）：現為TWICE專屬造型師，2016年 Gaon Chart 造型獎得主，金淑的“汗蒸房之交”。其他合作女團包括Kara、AOA、Girl's Day 等

- Killagramz：為2017年李孝利專輯新曲中的說唱歌手，嗓音獨特。

- 鄭韓松：知名廣告（CF，Commercial Film）導演，過去曾與全智賢、宋慧喬、秀智、韓彩英等知名女明星合作製作CF，曾獲得韓國廣告大賞。於節目中公開與UNNIES之關係：與強藝元大一時一起聯誼玩樂而熟識，且為強藝元前男友之學長；同時鄭導演的老婆與真慶老公是同學，前一陣子合作為平昌冬運宣傳片。第一次成為MV導演。

#### 室友和房間
- 宿舍位於京畿道中東部加平郡山區
  - 金淑和韓彩英：客廳
  - 洪真慶、Minzy和Somi：三人室
  - 洪真英和強藝元：A+房（連衛浴房間）

#### 成員夢想
- 洪真英：因練習生生活慘無人道，希望成為女團成員，成為Rapper/隊中Rapper 擔當之一。第12集，孔旻智決定：因為洪真英的演藝路線很難有饒舌演出的機會，錯過這個舞台，可能這輩子都再沒有機會演出饒舌，所以想昭彌讓位，以合作饒舌作詞人身份，幫助真英完成夢想，成為饒舌擔當，在《Lalala Song》成為第二節副唱擔當。

- 強藝元：因聲帶長繭而結束的歌劇舞台，唱歌反而長時間來成為她的恐懼之一，想要面對恐懼並重新開口唱歌，雖然過程中聲帶惡化，成為浮腫狀態，雖然最後未能成為隊中高音擔當，只能在即興部分展示高音，反而成功補救中低音域，成為低音擔當，最後一集的最後公演也表演獨唱，翻唱《我有愛人了》。另外擺脫舞蹈最後一名，於第11集成功躍升到舞蹈副班長一職。

- 全昭彌：與偶像旻智出道，第11集成功試穿TWICE活動服，因為她未能成為TWICE一員，所以藉此療傷。第12集，孔旻智決定：因為洪真英不是職業饒舌手，所以想昭彌讓位，但昭彌其實有意成為饒舌作詞人，第14集以她的饒舌 War 歌詞修改，成為《對嗎？》饒舌歌詞。在《Lalala Song》兼任主Rapper。

- 孔旻智: 練習生時期，為了出道放棄自己的高中生活，希望重新穿回校服，過屬於自己的高中旅行。第13集，UNNIES集體穿校服前往釜山旅行，幫助旻智達成了高中旅行的夢想。

- 金淑：因為只有免費版 SoundCloud和Melon， 在《對嗎？》原可以在1分鐘試聽有個人部分，但跟強藝元換角後，只在《Lalala Song》成為第二領唱。

#### 履行音源榜冠軍公約
2017年5月15日，全體成員履行音源榜冠軍公約：在上午7時，於韓國國內離各自家中最近的大橋上穿韓服跳舞30分鐘。七條橋都在漢江流域。
| 成員   | 履行公約地點 |
| ------ | ------------ |
| 金淑   | 永東大橋     |
| 洪真慶 | 漢江大橋     |
| 強藝元 | 漢南大橋     |
| 韓彩英 | 盤浦潛水橋   |
| 洪真英 | 蠶室大橋     |
| 孔旻智 | 銅雀大橋     |
| 全昭彌 | 楊花大橋     |

## 收視率
紅色表示為該年度最高收視率，藍色則表示為該年度最低收視率。
| 集數 | 播放日期       | AGB收視率 |
| ---- | -------------- | --------- |
| 1    | 2016年4月8日   | 5.2%      |
| 2    | 2016年4月15日  | 4.9%      |
| 3    | 2016年4月22日  | 5.0%      |
| 4    | 2016年4月29日  | 3.2%      |
| 5    | 2016年5月6日   | 4.8%      |
| 6    | 2016年5月13日  | 4.5%      |
| 7    | 2016年5月20日  | 5.3%      |
| 8    | 2016年5月27日  | 6.4%      |
| 9    | 2016年6月3日   | 5.5%      |
| 10   | 2016年6月10日  | 7.5%      |
| 11   | 2016年6月17日  | 6.9%      |
| 12   | 2016年6月24日  | 7.0%      |
| 13   | 2016年7月1日   | 7.6%      |
| 14   | 2016年7月8日   | 7.5%      |
| 15   | 2016年7月15日  | 6.6%      |
| 16   | 2016年7月22日  | 7.8%      |
| 17   | 2016年7月29日  | 5.5%      |
| 18   | 2016年8月5日   | 5.1%      |
| 19   | 2016年8月26日  | 4.6%      |
| 20   | 2016年9月2日   | 3.8%      |
| 21   | 2016年9月9日   | 3.2%      |
| 22   | 2016年9月16日  | 4.8%      |
| 23   | 2016年9月23日  | 2.4%      |
| 24   | 2016年9月30日  | 2.6%      |
| 25   | 2016年10月7日  | 2.4%      |
| 26   | 2016年10月14日 | 3.2%      |
| 27   | 2016年10月21日 | 2.9%      |
| 28   | 2016年10月28日 | 2.6%      |
| 29   | 2016年11月4日  | 3.1%      |
| 30   | 2016年11月11日 | 2.6%      |
| 31   | 2016年11月18日 | 2.5%      |
| 32   | 2016年11月25日 | 2.7%      |
| 33   | 2016年12月2日  | 3.3%      |

| 集數 | 播放日期      | AGB收視率 |
| ---- | ------------- | --------- |
| 1    | 2017年2月10日 | 5.4%      |
| 2    | 2017年2月17日 | 3.8%      |
| 3    | 2017年2月24日 | 3.2%      |
| 4    | 2017年3月3日  | 3.2%      |
| 5    | 2017年3月10日 | 5.6%      |
| 6    | 2017年3月17日 | 3.2%      |
| 7    | 2017年3月24日 | 3.1%      |
| 8    | 2017年3月31日 | 3.6%      |
| 9    | 2017年4月7日  | 3.0%      |
| 10   | 2017年4月14日 | 3.9%      |
| 11   | 2017年4月21日 | 4.5%      |
| 12   | 2017年4月28日 | 3.8%      |
| 13   | 2017年5月5日  | 3.8%      |
| 14   | 2017年5月12日 | 5.1%      |
| 15   | 2017年5月19日 | 4.9%      |
| 16   | 2017年5月26日 | 4.8%      |